# Tlazcalancingo
Tlazcalancingo är en ort i Mexiko.   Den ligger i kommunen San Andrés Cholula och delstaten Puebla, i den sydöstra delen av landet, 100 km öster om huvudstaden Mexico City. Tlazcalancingo ligger 2 128 meter över havet och antalet invånare är 20 363.
Terrängen runt Tlazcalancingo är huvudsakligen platt, men åt sydväst är den kuperad. Runt Tlazcalancingo är det tätbefolkat, med 683 invånare per kvadratkilometer. Närmaste större samhälle är Puebla de Zaragoza, 7,8 km öster om Tlazcalancingo. Trakten runt Tlazcalancingo består till största delen av jordbruksmark.